# Karchane-je Siman-e Rafsandżan
Karchane-je Siman-e Rafsandżan (pers. كارخانه سيمان رفسنجان) – osiedle w środkowym Iranie, w ostanie Kerman. W 2006 roku miejscowość liczyła 39 mieszkańców w 4 rodzinach.